# 臺南市新營社區大學
新營社區大學，是一所坐落於臺灣臺南市的社區大學，乃臺南縣政府委託南瀛文化協會承辦。新營社區大學前身為臺南縣政府主辦的南瀛社區新營分校，創設在2004年10月，定位為小而美的非營利組織，注重城鄉暨農村發展議題，並致力歸推廣紀錄片教育，深入社區，分別在新營太子宮、鹽水、柳營、白河、後壁開設分班。

## 外部連結
- （中文）新營社區大學